# Cariad
Cariad SE (Eigenschreibweise CARIAD) ist die Automotive-Software-Marke im Volkswagen-Konzern. Der Konzern bündelt in ihr seine Software-Entwicklung, einschließlich der Arbeit an einer einheitlichen Software-Plattform für alle Pkw-Marken des Volkswagen-Konzerns, dem VW.OS und der Volkswagen Automotive Cloud (VW.AC).
Mit der neuen Organisation soll der Software-Eigenanteil im Fahrzeug von derzeit 10 auf mindestens 60 Prozent gesteigert werden. Etwa 50 Prozent der Mitarbeiter werden in Europa tätig sein, der Großteil davon in Deutschland; ein Drittel in China, und weitere Mitarbeiter in Nordamerika, Israel und Indien. Konkret selbst entwickeln will VW Fahrerassistenzsysteme, digitale Sprachassistenten, Cloud Navigation und Mehrwertdienste für Parken oder Flottenmanagement. Es gibt mehrere Standorte in Deutschland: Berlin, Ingolstadt, Kassel, München, Mönsheim/Stuttgart, Nürnberg und Wolfsburg.

## Geschichte
Als Car.Software-Organisation von VW im Juni 2019 eingerichtet, operiert das Unternehmen seit dem 1. Januar 2020 als eigenständige Geschäftseinheit. Der Eintrag laut Handelsregister vom 27. Dezember 2019 lautet SW Org Wolfsburg AG. Ende 2020 erfolgten einige Verschmelzungen: TKI Automotive GmbH, Carmeq GmbH, diconium GmbH, Audi Electronics Venture GmbH.
Am 26. März 2021 wurde der Name in CARIAD – zusammengesetzt aus „CAR, I Am Digital“ – geändert. Neben dem Markennamen CARIAD wechselte auch die Unternehmensform zur SE, was unter anderem eine angepasste Mitbestimmung auf Aufsichtsrats- und Betriebsratsebene ermöglichen soll.
Eine interne Studie durch McKinsey & Company offenbarte im Frühjahr 2022 Probleme bei der CARIAD: Die Entscheidungsstrukur sei nicht zielführend, die Kostenplanung für Elektronikteile sei zu niedrig angesetzt und die Entwicklungskosten würden über die Gesamtlaufzeit der Architektur auf 23 Mrd. Euro steigen - 9,2 Mrd. (67 %) mehr als ursprünglich veranschlagt. Im Juli 2022 wurden Probleme in der Software-Entwicklung bei CARIAD bekannt, welche zu mehrjährigen Verspätungen in der Einführung neuer Fahrzeugmodelle führen sollen. Kurz darauf trat Herbert Diess als Vorstandsvorsitzender der Volkswagen AG zurück, was von Analysten auch mit den Problemen bei CARIAD begründet wird.
Sein Nachfolger Oliver Blume kündigte nach seinem Amtsantritt als Vorstandsvorsitzender im September 2022 an, die Ausrichtung von Cariad prüfen zu wollen. Cariad verbuchte 2022 einen operativen Verlust von 400 Millionen Euro. Dies wurde mit hohen Anlaufinvestitionen erklärt.
Durch ein „Performance Programm“ sollen die Entwicklungskosten um 20 % gesenkt werden, wobei die Beschäftigungssicherung bis 2029 verlängert wurde.
Ein Softwarefehler von CARIAD führte im Dezember 2024 zum Bekanntwerden eines umfangreichen Datenlecks von Halterinformationen und Bewegungsdaten von Elektroautos verschiedener Marken des Volkswagen-Konzerns (siehe: Datenleck von Elektroautos bei Volkswagen).
Seit November 2024 investiert Volkswagen in den Elektroautohersteller Rivian. Geplant sind Investition in Höhe von 5 Mrd. USD bis Ende 2026. Ziel der Investitionen ist u. a. die Gründung eines Joint Ventures zur Softwareentwicklung, sodass die bestehende Rivian-Software Grundlage für die Fahrzeuge des VW-Konzerns wird. Die Zuständigkeiten für die Entwicklung der aktuell verwendeten Softwareversionen gehen von CARIAD an die Marken VW und Audi über. Die Mitarbeiterzahl der CARIAD war im November 2024 bereits von 6 500 auf 5 500 gesunken.

## Produkte
Wesentlicher Geschäftszweck ist die Entwicklung einer einheitlichen Elektronik- und IT-Plattform, aus der sich alle Marken des Volkswagen-Konzerns nach Bedarf baukastenartig bedienen können. Anders als zunächst geplant soll aber die Entwicklung für die Oberklasse-Töchter Audi und Porsche vor allem bei Assistenzsystemen doch erst einmal parallel weiterlaufen. Die zukünftige einheitliche Version 2.0 wurde zwischenzeitlich für die Mitte oder zweite Hälfte der 2020er-Jahre erwartet. Sie sollte zum Beispiel im künftigen VW-Kernmodell Trinity zum Einsatz kommen. Mittlerweile will Volkswagen in der zweiten Hälfte dieses Jahrzehnts auf Technologie und Software von Rivian einschwenken, nachdem es sich zwecks Kooperation im Juni 2024 an diesem beteiligt hatte.